# NGC 1147
Coordenadas:  02h 55m 09.2s, −09° 07′ 11″
NGC 1147 é um  na constelação de Eridanus. O objeto celeste foi descoberto em 1886 pelo astrônomo americano Frank Muller.